# Herbsleben

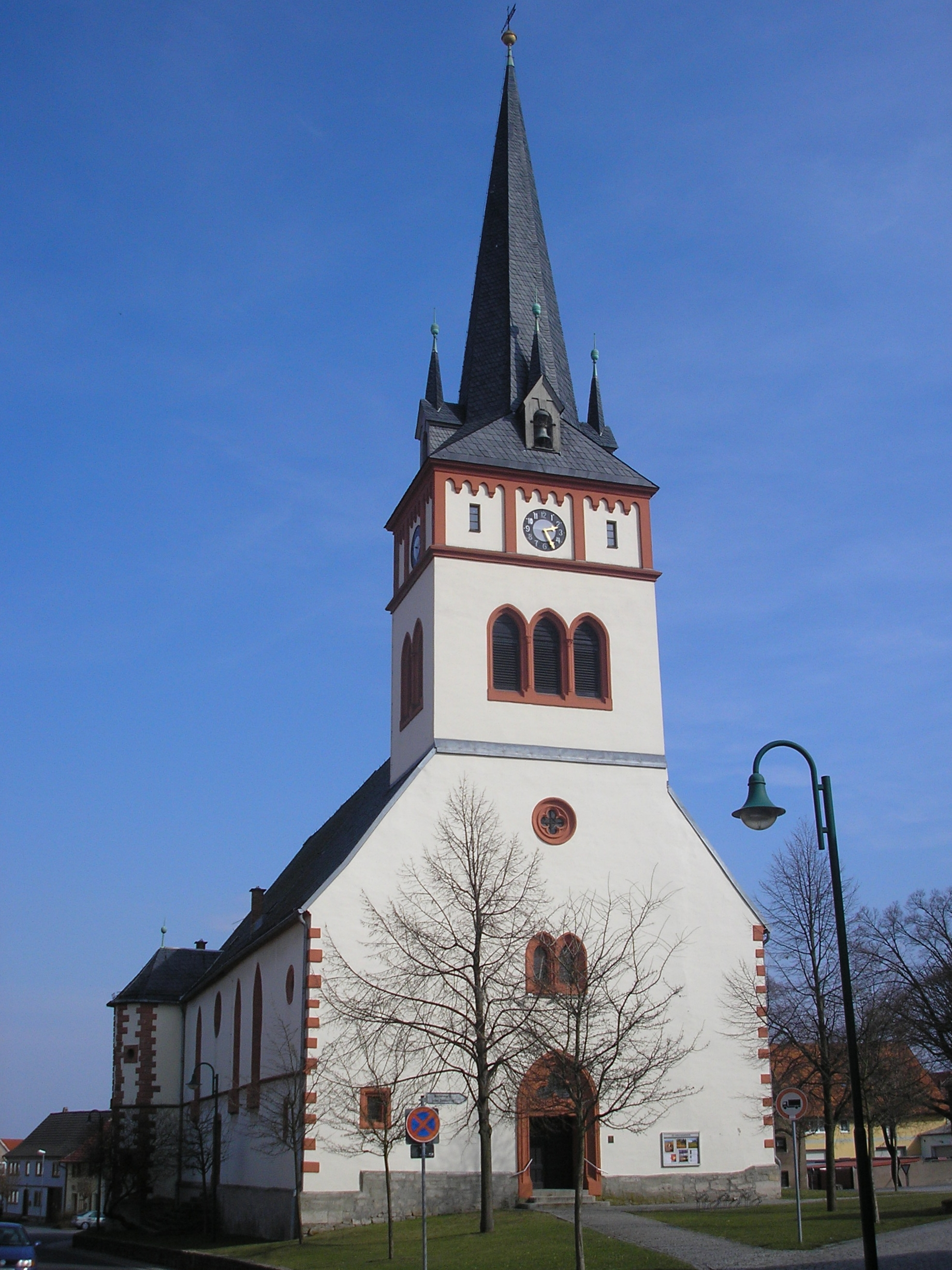
Kirche

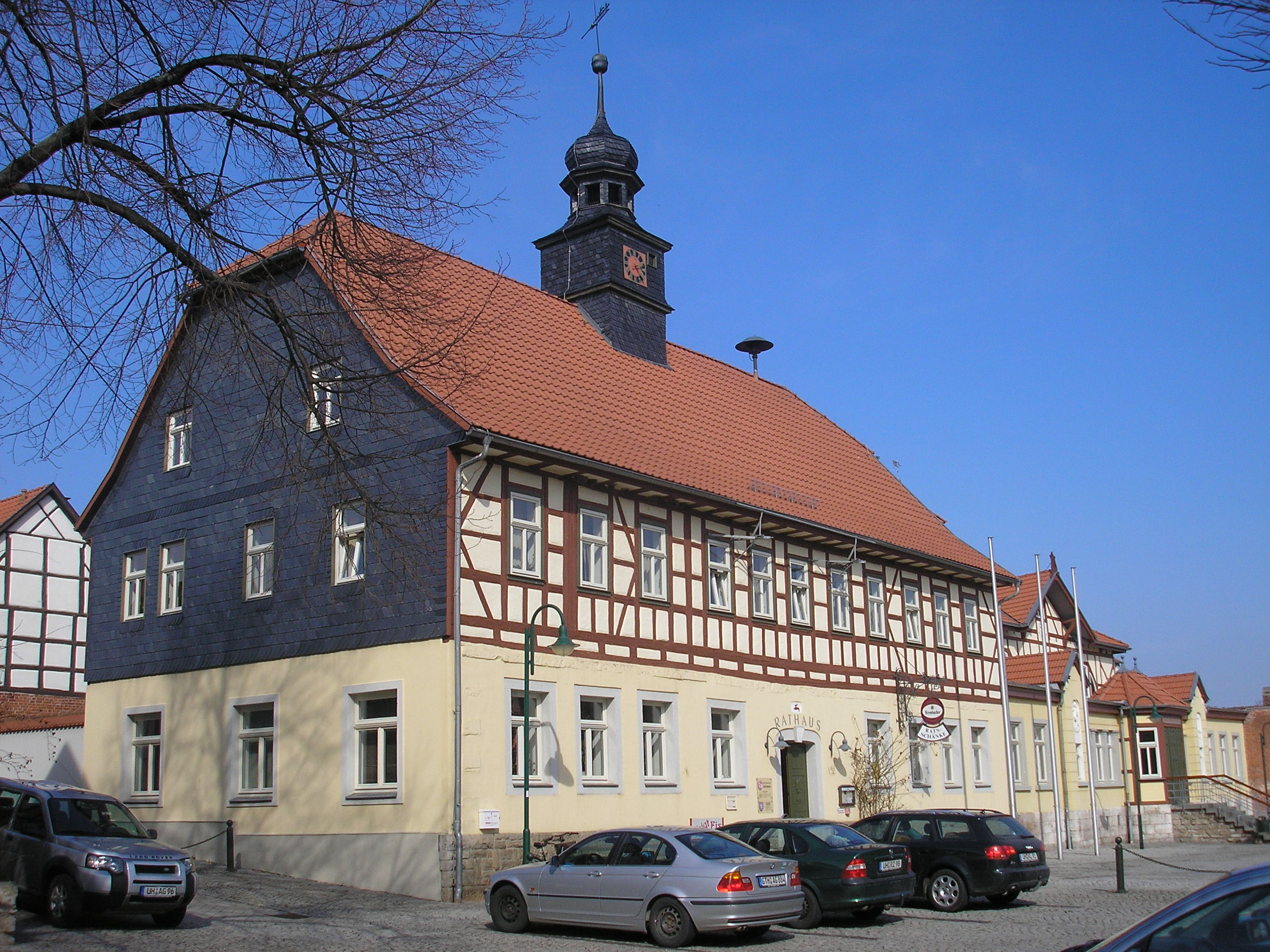
Rathaus

Herbsleben ist eine Gemeinde im Unstrut-Hainich-Kreis in Thüringen.

## Geografie

### Geografische Lage
Die Gemeinde liegt an der Unstrut und am Unstrut-Radweg, der sich dort in Richtung Osten vom Fluss löst und nach Gebesee weiterführt.

### Gemeindegliederung
Ortsteile der Gemeinde sind:
- Herbsleben
- Kleinvargula

Herbsleben ist erfüllende Gemeinde für Großvargula.

### Klima
Die Gemeinde liegt im Regenschatten des Thüringer Waldes und des Harzes. Deshalb ist die Niederschlagsmenge von nur ca. 480 mm pro Jahr im langjährigen Durchschnitt sehr gering. Die Jahresdurchschnittstemperatur beträgt 8,7 °C.

## Geschichte

### Die Chronik
Die Geschichte des Marktflecken Herbsleben von Heinrich Zeyß bietet einen kenntnisreichen, mit teils heute verschollenem Archivmaterial belegten Überblick über die Zeit zwischen 530 und 1872. In Herbsleben wird das Buch als „die Chronik“ bezeichnet.
Der Ortsnamensbestandteil -leben ist hier erläutert.

### Ur- und Frühgeschichte
Bronzezeitliche Spuren finden sich im Depot von Herbsleben.
Zuerst wurde der Ort im Jahr 780 mit dem Namen „Herefridesleiben“ erwähnt. An der Stelle des im Jahr 1958 abgerissenen Schlosses stand ursprünglich eine Wasserburg. Sie diente der Sicherung des Umlandes und eines Überganges über die Unstrut, der zu einer Handelsroute gehörte, die vom Harz über Nordhausen kommend nach Arnstadt und über den Thüringer Wald führte.

### 12. Jahrhundert bis zur ersten Hälfte des 16. Jahrhunderts
1144 wurde ein „Heinrich Herverisleyben“ (Herbsleben) in einer Urkunde des Erzbischofs von Mainz genannt. Die Untermühle in Herbsleben wurde zwischen 1296 und 1327 unter Albert von Herversleiben als Lehen von den Grafen von Henneberg erwähnt.
Danach begannen abwechselnde Besitzverhältnisse: 1351 erwarben die Landgrafen von Thüringen aus dem Haus Wettin die Lehenshoheit über Burg und Ort „Herbisleybin“ von den Hennebergern. 1424 wurden die Ritter von Herbsleben letztmals genannt. Bei der Leipziger Teilung der wettinischen Besitzungen im Jahr 1485 ging der Ort an das Herzogtum Sachsen der Albertiner. Unter Herzog Heinrich dem Frommen als Lehnsherren über Herbsleben wurde im Jahr 1539 die Reformation eingeführt. Nach der Niederlage der Ernestiner im Schmalkaldischen Krieg im Jahr 1547 gehörte Herbsleben weiterhin zum albertinischen Staatsgebiet, welches sich nun Kurfürstentum Sachsen nannte.

### Zweite Hälfte des 16. Jahrhunderts bis 19. Jahrhundert
Kurfürst August trat 1554 im Naumburger Vertrag das Amt Herbsleben ohne die Stadt Tennstedt an die Ernestinische Linie der Wettiner ab. Im gleichen Jahr übernahm Bernhard von Mila, Befehlshaber auf Burg Grimmenstein bei Gotha, durch Kauf das Amt und das Schloss Herbsleben. 1589 verkauften  die Landesherren das Gut Herbsleben an Hans und Wilhelm von Kerstlingerode. 1554 begann der Umbau des Schlosses, welcher zwischen 1594 und 1600 vollendet wurde. Bereits 1627 wurde das Schloss zerstört und sofort wieder aufgebaut. Während des Dreißigjährigen Krieges brannten das Schloss und vier weitere Edelsitze, die Untermühle, die Gemeindeschänke und 136 Bauernhäuser und Stallungen ab.
Ab 1640 gehörte Herbsleben nach mehreren Besitzteilungen der Ernestinischen Herzogtümer zum Herzogtum Sachsen-Gotha und ab 1672 zum Herzogtum Sachsen-Gotha-Altenburg. Der Ort war fast komplett vom Gebiet des Kurfürstentums Sachsen (Ämter Langensalza und Weißensee im Westen, Norden und Osten) und des kurmainzischen Erfurter Staats (im Süden) umgeben, nur im Südwesten grenzte Herbsleben an die zum Herzogtum Sachsen-Gotha gehörende Herrschaft Tonna (Döllstädt).
1647 verkaufte Herzog Ernst der Fromme den Ort an die Familie von Carlowitz als Erblehen. Bis 1657 wurde das Schloss wiederaufgebaut. 1709 wurden Amt und Schloss Herbsleben von den Brüdern Jacob Wilhelm und Georg von Forstern erworben, deren Nachfahren im Jahr 1810 das Schloss mit dem Gut an Finanzrat Menz und Bankier Höfling aus Fulda verkauften. Ab 1817 war Herr Menz alleiniger Besitzer. Von diesem gelangte das Gut im Jahr 1823 an den Landgrafen von Hessen-Rotenburg und 1829 an dessen Schwager, den Fürsten Franz Josef von Hohenlohe-Schillingsfürst. Ab 1847 waren die Herzöge von Ratibor Besitzer des Schlosses.
Im Zuge der bürgerlichen Revolution im Jahr 1848 ging das Patronatsrecht über Herbsleben an die Gemeinde, die Lehnsherrschaft wurde aufgehoben und das Gut an Herbslebener Einwohner verpachtet. Das Herzogtum Sachsen-Coburg und Gotha, zu dem Herbsleben seit 1826 gehörte, wurde 1858 in selbständige Städte und Landratsämter gegliedert. Dabei wurde Herbsleben in Verwaltungsaufgaben dem Landratsamt Gotha und in Justizaufgaben dem Amtsgericht Tonna unterstellt.

### 20. Jahrhundert bis zur Gegenwart
Das Schloss Herbsleben kam 1907 in den Besitz von Oskar Becker, der in dem Gebäude eine Gaststätte einrichtete. Herbsleben gehörte ab 1918 zum Freistaat Sachsen-Gotha, welcher 1920 im Land Thüringen aufging. Mit der Verwaltungsreform im Land Thüringen kam der Ort 1922 zum Landkreis Gotha und nach der Kreisreform in der DDR 1952 zum Kreis Langensalza im Bezirk Erfurt. 1958 wurde das intakte Schloss abgebrochen.
Herbsleben gehörte seit 1990 mit dem im gleichen Jahr umbenannten Landkreis Bad Langensalza wieder zum Freistaat Thüringen. Bei der Kreisreform in Thüringen kam Herbsleben mit dem Landkreis Bad Langensalza am 1. Juli 1994 zum neuen Unstrut-Hainich-Kreis.

## Politik

### Gemeinderat
Der Rat der Gemeinde Herbsleben besteht aus 14 Ratsfrauen und Ratsherren.
Seit der Kommunalwahl am 26. Mai 2024 setzt er sich wie folgt zusammen:
- CDU: 7 Sitze – Stimmenanteil 49,0 %
- Freie Wähler Herbsleben: 5 Sitze – Stimmenanteil 35,9 %
- Die Linke: 2 Sitze – Stimmenanteil 15,1 %

### Bürgermeister
Der hauptamtliche Bürgermeister Reinhard Mascher (CDU) wurde am 26. Mai 2024 für seine dritte Amtsperiode wiedergewählt.

### Wappen
Blasonierung: „gespalten; rechts in Gold drei rote Sparren übereinander, links in Silber ein nach links springender roter Hirsch“.

## Wirtschaft und Infrastruktur

### Wirtschaft
Herbsleben gilt neben Gierstädt und Kutzleben als eines der wichtigsten Spargelzentren und des Gemüseanbaus Thüringens. Neben der traditionell intensiven Landwirtschaft auf den fruchtbaren Böden des Thüringer Beckens hat sich Herbsleben seit den 1990er Jahren positiv zum Thema erneuerbare Energien bekannt. Unter dem Motto „Gemeinde der erneuerbaren Energien“ wurde der Bau mehrerer Windkraftanlagen positiv begleitet. 2013 wurde von Bürgern die Energiegenossenschaft Herbsleben e.G. gegründet. Die Ansiedelung eines Projektierungsunternehmens im Bereich erneuerbare Energien trägt wesentlich zur wirtschaftlichen Entwicklung der Gemeinde bei. Das Gewerbegebiet am Ortsrand ist komplett ausgelastet.

### Verkehr
Die Anbindung an den ÖPNV erfolgt überwiegend über Busverbindungen zum Bahnhof Döllstädt und Schulbusse. Die mit 25 Kilometer relative Nähe zur Landeshauptstadt Erfurt und der Bundesautobahn A72 wird überwiegend über Individualverkehr abgedeckt. In alle Nachbarorte besteht eine Anbindung über ausgebaute Radwege. Herbsleben liegt direkt am überregionalen Unstrut-Radweg. Der Bahnhof Herbsleben lag an der Bahnstrecke Ballstädt–Straußfurt. Der Personenverkehr endete im Jahr 1997; im Jahr 1999 folgte die Stilllegung.

### Bildung
Die Gemeinde Herbsleben hat nach der Schließung der Außenstelle des Salza Gymnasiums im Jahr 2013 die Schulträgerschaft vom Landkreis Unstrut-Hainich übernommen und eine der ersten ""Staatlichen Thüringer Gemeinschaftsschulen" gegründet. Die kommunale Trägerschaft in einer dörflichen Kommune ist in Thüringen einzigartig. In den zweizügigen Klassenstufen werden ca. 360 Schüler, bei Bedarf ganztags, betreut. Die Kindertagesstätte hat eine Kapazität bis zu 165 Plätzen.

### Infrastruktur
Nach der politischen Wende 1989 wurden im Wesentlichen die gesamte Ver- und Entsorgungsinfrastruktur erneuert. Bisher wurden 4 neue Wohngebiete erschlossen. Das fünfte Wohngebiet ist in der Planungsphase. Seit 2022 ist Herbsleben an des Glasfasernetz angebunden. Die medizinische Grundversorgung ist über zwei Allgemeinmediziner abgedeckt. Drei Supermärkte, eine Postfiliale, eine Tankstelle, mehrere Hofläden sowie fünf Gaststätten sichern die täglichen Bedarfe.

### Wasser und Abwasser
Die Aufgabe der (Trink-)Wasserversorgung hat die Gemeinde Herbsleben auf das Verbandswasserwerk Bad Langensalza übertragen. Seit 2021 ist Herbsleben damit an das Netz der Thüringer Fernwasserversorgung angeschlossen. Die Abwasserbeseitigung übernimmt auf dem Gebiet der Gemeinde der Abwasserzweckverband Unstruttal Herbsleben.

## Kultur und Sehenswürdigkeiten

### Funde aus der Bronze- und Hallstattzeit
- Südlich des Ortes auf der Erfurter Höhe ist die Fundstelle eines bronzezeitlichen Hortes. Es handelt sich wohl um einen kultisch niedergelegten Schatz.[9]
- Auf dem Galgenhügel in der Gemarkung von Herbsleben wurden in einem Grabhügel hallstattzeitliche Metallfunde geborgen. Man konnte deshalb auf früheisenzeitliche Nachbestattungen schließen.[10]
- Die „Tretenburg“, ca. 5 Kilometer östlich der Gemeinde, ist der nachweislich größte „Tingplatz“  des ehemaligen Thüringer Königreiches.

### Museen
- Heimatmuseum, mit Ausstellungsstücken aus der Region

### Schlossruine
Eine der Hauptattraktionen von Herbsleben stellt die Schlossruine dar. Es handelt sich dabei um eine Schlossanlage, die 1958 abgerissen wurde.
(Siehe Hauptartikel: → Schlossruine Herbsleben).

### Kirche St. Trinitatis
Eine der Sehenswürdigkeiten des Ortes ist die Pfarrkirche St. Trinitatis. Sie ist Anziehungspunkt für viele Besucher und als Radfahrerkirche ausgewiesen. (Siehe Hauptartikel → St. Trinitatis (Herbsleben)).

## Veranstaltungen
Seit ca. 130 Jahren gibt es am Pfingst-Samstag ein Fest, währenddessen die Herbsleber Pfingstburschen in die Fahner Höhen gehen und dort zwei Pfingstbäume schlagen.

## Söhne und Töchter der Gemeinde
- Hans Christoph Scherer (1582–1632), Amtmann und Diplomat
- Valentin Thau (1531–1575), Mathematiker, Astronom, Philosoph und Jurist, Professor an der Universität Leipzig
- Christian Wilhelm Schneider (1678–1725), lutherischer Pfarrer, Waisenhaus-Gründer
- Heinrich Albert Zachariä (1806–1875), Jurist und Politiker
- Sigmar Löffler (1896–1977), Thüringer Heimathistoriker und Literaturübersetzer
- Lothar Beck (* 1953), Maler, Bildhauer und Hochschullehrer